# Station Profondsart
Station Profondsart is een spoorweghalte langs spoorlijn 161 (Brussel - Namen) bij het dorp Profondsart in de gemeente Waver.

## Geschiedenis
Baron Lambermont onthulde in zijn 'mémoires' dat het station Profondsart werd gebouwd op verzoek van koning Leopold II als dank voor de lange staat van verdienste van de baron en vooral voor het slagen van de onderhandelingen die Lambermont had gevoerd in verband met het afkopen van de Scheldetol. In 1889 werd er een halte geopend waardoor baron Lambermont gemakkelijk het landgoed van Rofessart, waar zijn familie verbleef, kon bereiken.
Het stationsgebouw dateert van 1894-1896 en vanaf 1898 was er een volledige dienstverlening in het station. Aan de voet van dit station is na verloop van tijd een dorp ontstaan.
In oktober 2008 werd het stationsgebouw, dat van het type 1893 L3 was, afgebroken om de verdubbeling van de sporen van 2 naar 4 (in het kader van de uitbouw van het GEN-netwerk) mogelijk te maken. Tegelijk werd de halte 600m naar het noorden verplaatst, met een nieuwe toegangsweg en parking.

## Treindienst
| Serie | Treinsoort | Route                                                                                  | Bijzonderheden |
| ----- | ---------- | -------------------------------------------------------------------------------------- | --- |
| S 8   | GEN (NMBS) | Zottegem – Brussel-Zuid – Brussel-Schuman – Profondsart – Ottignies – Louvain-la-Neuve | Rit naar Zottegem rijdt niet in het weekend. Een rit rijdt dagelijks tussen Brussel-Zuid - Ottignies. Een rit rijdt dagelijks tussen Ottignies - Louvain-la-Neuve. |

## Galerij

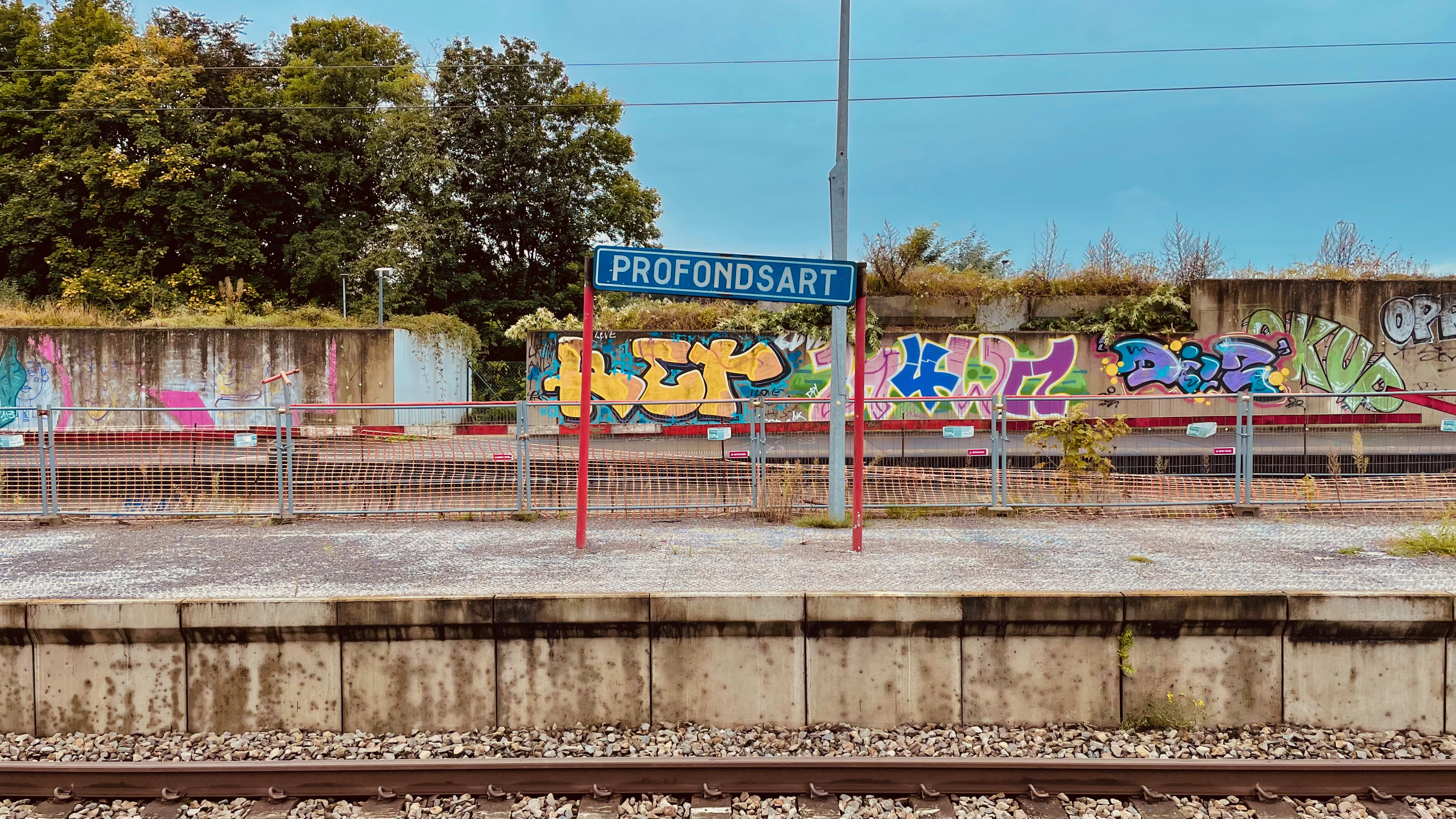
Plaatsnaambord
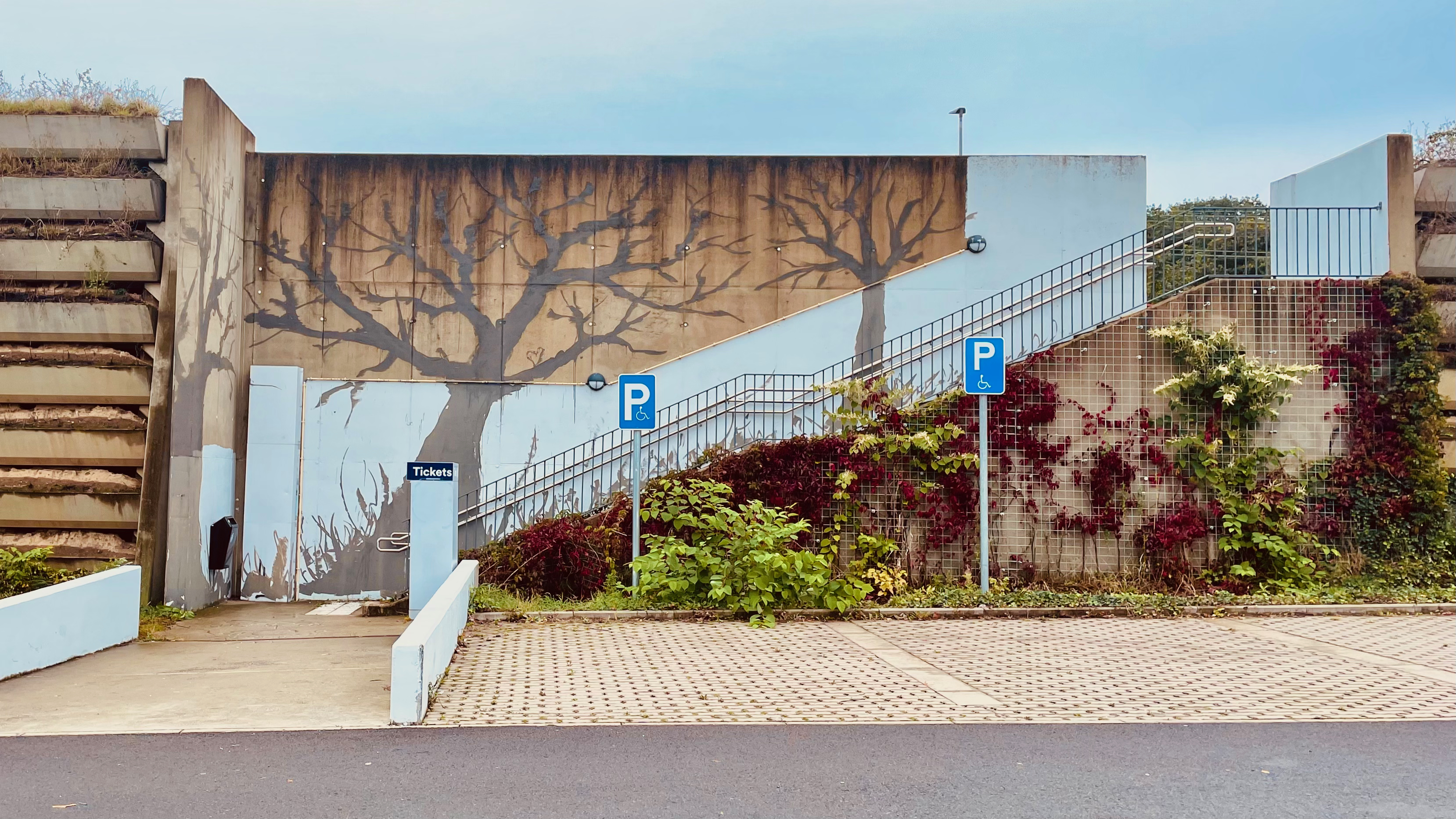
Trap naar perron 1
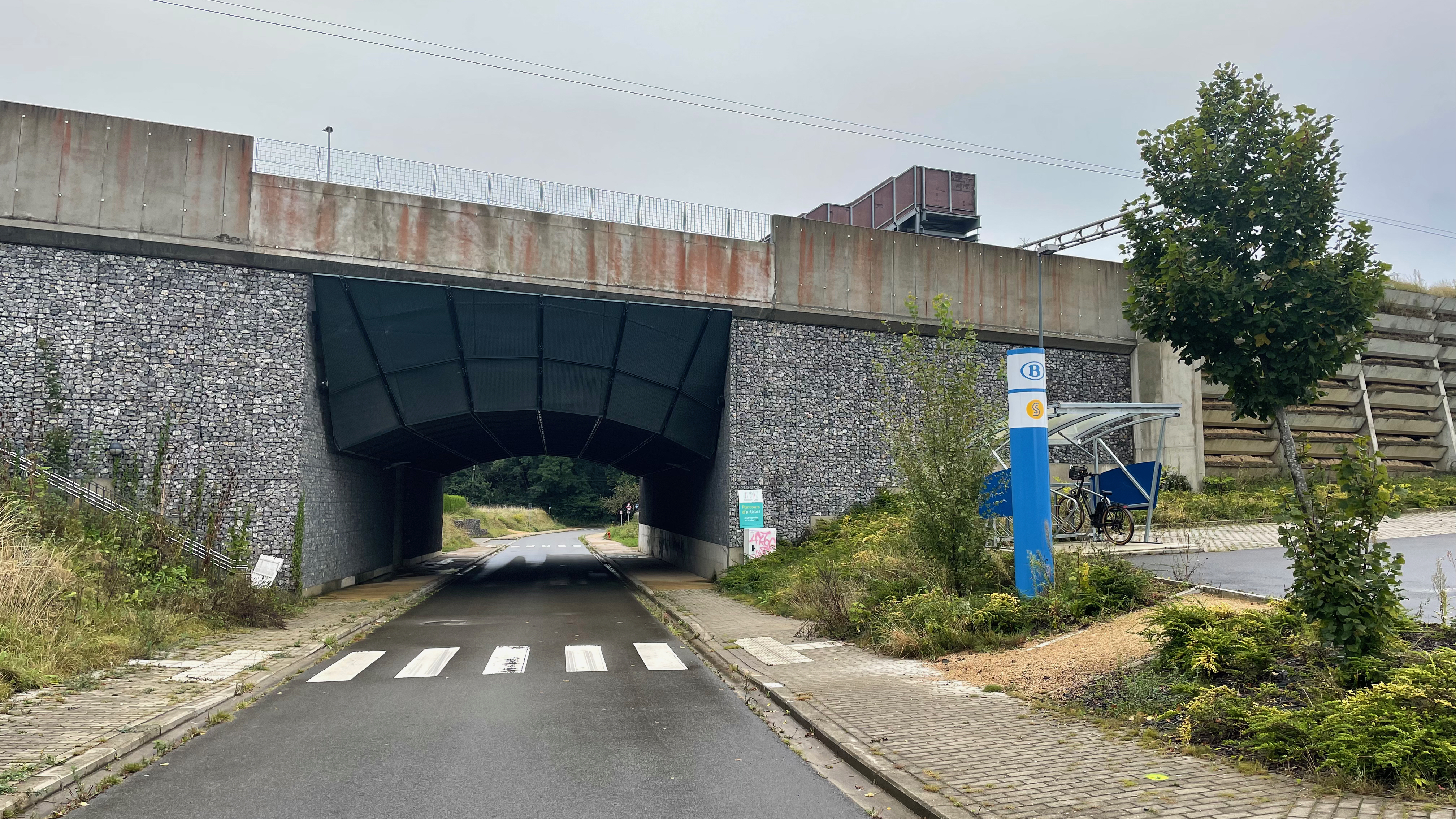
Doorgang onder sporen
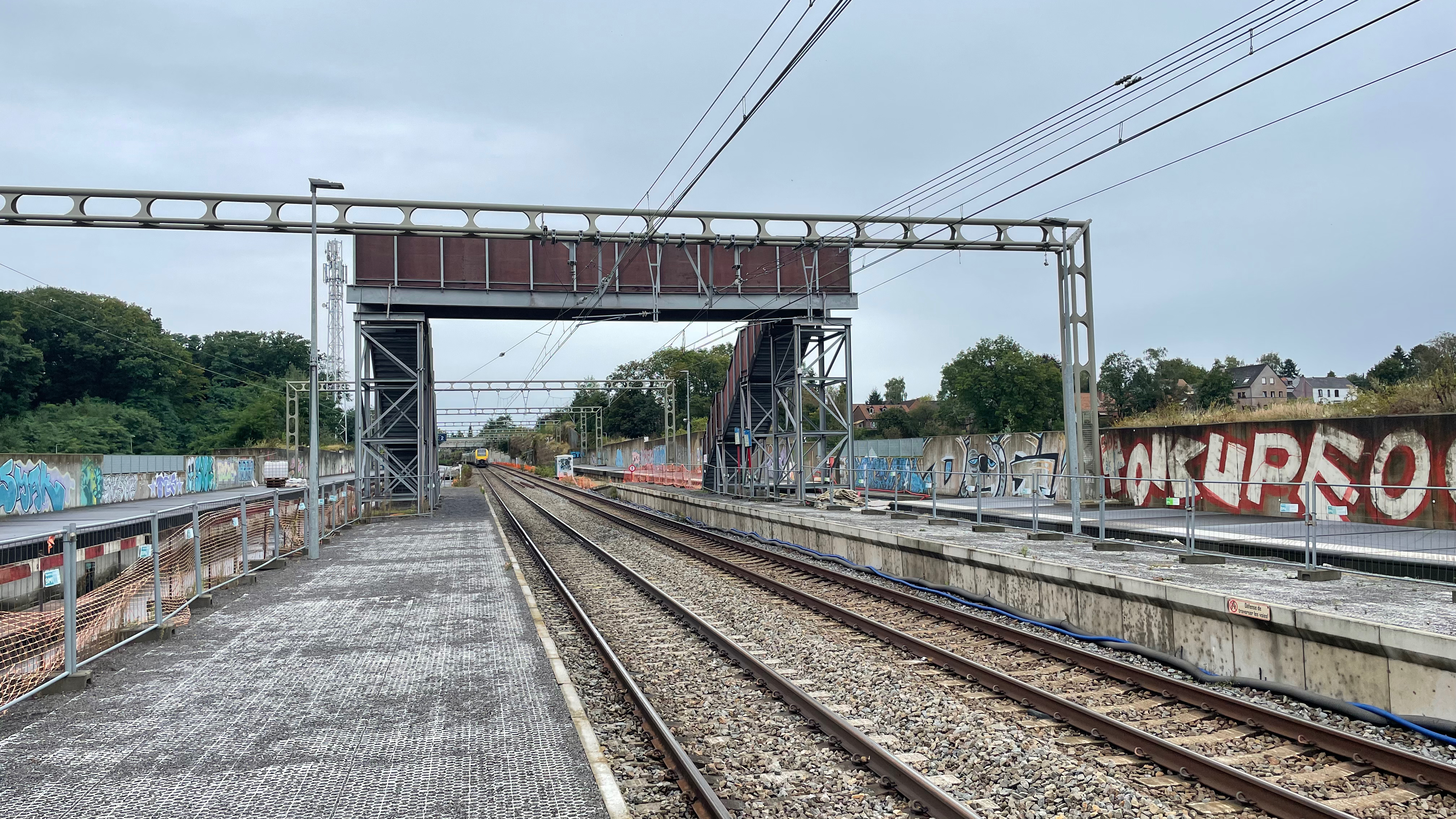
Zicht op het perron
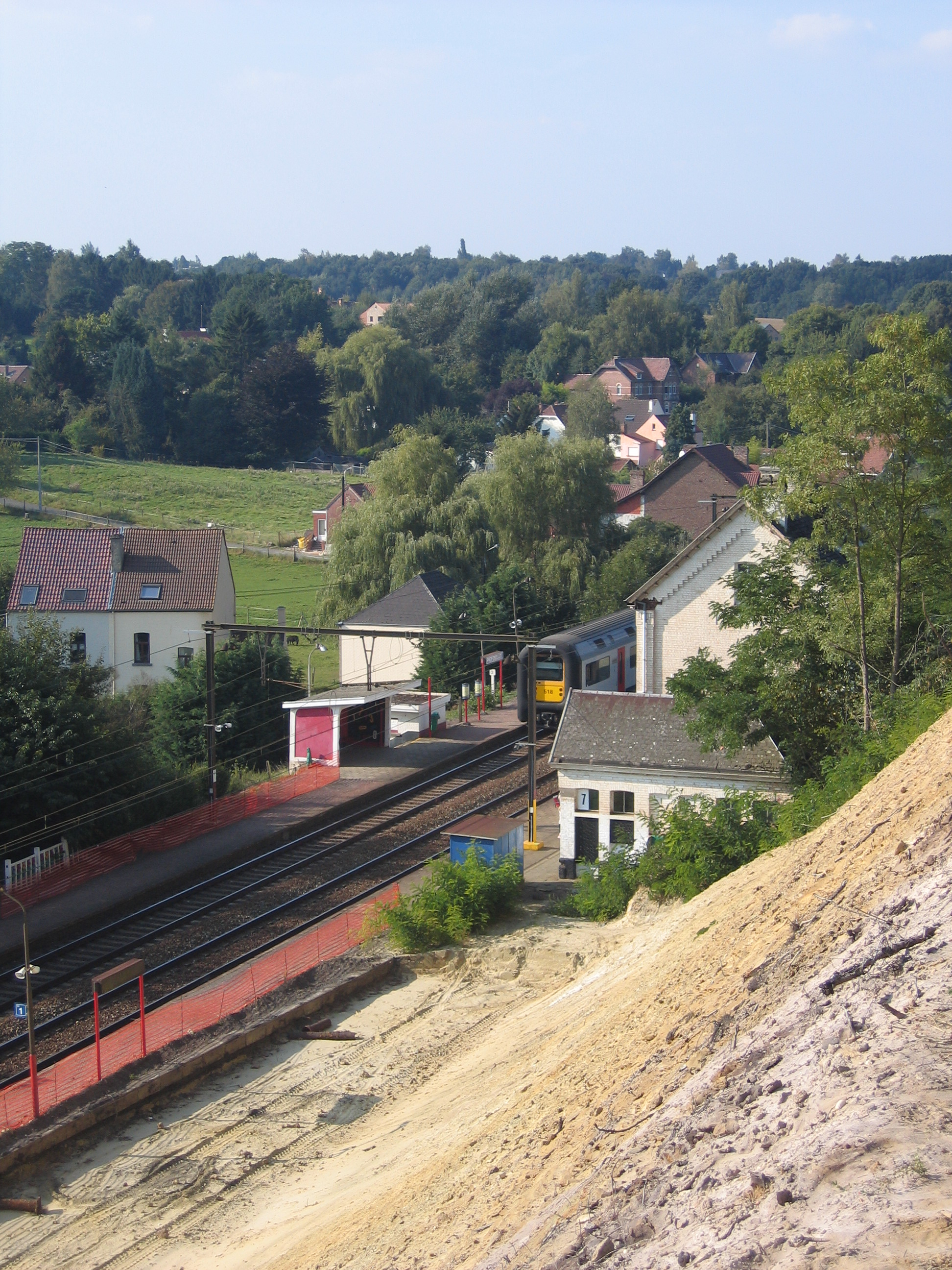
De oude stopplaats

## Reizigerstellingen
De grafiek en tabel geven het gemiddeld aantal instappende reizigers weer op een week-, zater- en zondag.
| Tabel: aantal instappende reizigers station Profondsart | Tabel: aantal instappende reizigers station Profondsart | Tabel: aantal instappende reizigers station Profondsart | Tabel: aantal instappende reizigers station Profondsart |
|                                                         | Weekdag                                                 | Zaterdag                                                | Zondag                                                  |
| ------------------------------------------------------- | ------------------------------------------------------- | ------------------------------------------------------- | ------------------------------------------------------- |
| 1977                                                    | 377                                                     | 63                                                      | 53                                                      |
| 1978                                                    | 276                                                     | 64                                                      | 43                                                      |
| 1979                                                    | 287                                                     | 66                                                      | 33                                                      |
| 1980                                                    | 212                                                     | 63                                                      | 33                                                      |
| 1981                                                    | 182                                                     | 68                                                      | 58                                                      |
| 1982                                                    | 215                                                     | 75                                                      | 53                                                      |
| 1983                                                    | 176                                                     | 31                                                      | 32                                                      |
| 1984                                                    | 194                                                     | 34                                                      | 27                                                      |
| 1985                                                    | 184                                                     | 133                                                     | 58                                                      |
| 1986                                                    | 170                                                     | 42                                                      | 42                                                      |
| 1987                                                    | 249                                                     | 42                                                      | 29                                                      |
| 1988                                                    | 175                                                     | 35                                                      | 36                                                      |
| 1989                                                    | 170                                                     | 49                                                      | 37                                                      |
| 1990                                                    | 190                                                     | 41                                                      | 39                                                      |
| 1991                                                    | 192                                                     | 45                                                      | 27                                                      |
| 1992                                                    | 214                                                     | 42                                                      | 36                                                      |
| 1993                                                    | 230                                                     | 44                                                      | 103                                                     |
| 1994                                                    | 227                                                     | 69                                                      | 41                                                      |
| 1995                                                    | 150                                                     | 40                                                      | 34                                                      |
| 1996                                                    | 172                                                     | 40                                                      | 26                                                      |
| 1997                                                    | 172                                                     | 98                                                      | 52                                                      |
| 1998                                                    | 157                                                     | 56                                                      | 36                                                      |
| 1999                                                    | 158                                                     | 24                                                      | 29                                                      |
| 2000                                                    | 138                                                     | 68                                                      | 34                                                      |
| 2001                                                    | 153                                                     | 32                                                      | 36                                                      |
| 2002                                                    | 146                                                     | 38                                                      | 34                                                      |
| 2003                                                    | 128                                                     | 56                                                      | 36                                                      |
| 2004                                                    | 176                                                     | 59                                                      | 61                                                      |
| 2005                                                    | 219                                                     | 59                                                      | 50                                                      |
| 2006                                                    | 171                                                     | 44                                                      | 32                                                      |
| 2007                                                    | 166                                                     | 43                                                      | 24                                                      |
| 2008                                                    | -                                                       | -                                                       | -                                                       |
| 2009                                                    | 173                                                     | 60                                                      | 47                                                      |
| 2010                                                    | -                                                       | -                                                       | -                                                       |
| 2011                                                    | -                                                       | -                                                       | -                                                       |
| 2012                                                    | 156                                                     | 34                                                      | 34                                                      |
| 2013                                                    | 116                                                     | 39                                                      | 30                                                      |
| 2014                                                    | 146                                                     | -                                                       | -                                                       |
| 2015                                                    | 157                                                     | 59                                                      | 53                                                      |
| 2016                                                    | 167                                                     | 28                                                      | 48                                                      |
| 2017                                                    | 162                                                     | 40                                                      | 31                                                      |
| 2018                                                    | 204                                                     | 59                                                      | 54                                                      |
| 2019                                                    | 202                                                     | 112                                                     | 120                                                     |
| 2020                                                    | 110                                                     | 72                                                      | 78                                                      |
| 2021                                                    | -                                                       | -                                                       | -                                                       |
| 2022                                                    | 246                                                     | 121                                                     | 105                                                     |
| 2023                                                    | 248                                                     | 109                                                     | 68                                                      |
| 2024                                                    | 236                                                     | 98                                                      | 63                                                      |